# Confine tra Arabia Saudita e Oman
Il confine tra l'Arabia Saudita e l'Oman ha una lunghezza di 658 km e parte dal triplice confine con gli Emirati Arabi Uniti a nord fino al triplice confine con lo Yemen a sud-ovest.

## Descrizione
Il confine inizia a nord al triplice confine con gli Emirati Arabi Uniti; si compone di tre linee rette: la prima orientata nord-ovest / sud-est (91 km), la seconda nord-est / sud-ovest (233 km) e la terza nord-est / sud-ovest (334 km) terminando al triplice confine yemenita. La frontiera si trova interamente all'interno del deserto di Rub 'al-Khali. Anche l'area delle sabbie mobili di Umm al Samim si trova sul confine, alla prima "curva" verso nord.

## Storia
Storicamente non c'era un confine definito in modo chiaro in questa parte della penisola arabica. All'inizio del XX secolo l'Impero ottomano controllava la costa occidentale mentre Gran Bretagna l'est e il sud (governato indirettamente tramite sceicchi ed emiri locali), con l'interno costituito da raggruppamenti arabi vagamente organizzati che formavano occasionalmente emirati, il più importante dei quali era il Emirato di Nejd e Hasa governato dalla famiglia al-Saud. La Gran Bretagna e l'Impero Ottomano divisero in linea teorica i loro regni di influenza in Arabia tramite le cosiddette linee "blu" e "viola" nel 1913-14. Tuttavia questi accordi furono nulli in seguito al crollo dell'Impero Ottomano dopo la prima guerra mondiale.
Durante la prima guerra mondiale una rivolta araba, sostenuta dalla Gran Bretagna riuscì a rimuovere gli ottomani da gran parte del Medio Oriente; nel periodo successivo Ibn Saud riuscì ad espandere notevolmente il suo regno, proclamando infine il Regno dell'Arabia Saudita nel 1932. Ibn Saud si rifiutò di riconoscere le linee anglo-ottomane e rivendicò vaste parti dell'entroterra arabo orientale (la cosiddetta "linea di Hamza").
Il 25 novembre 1935 i funzionari britannici si incontrarono con Ibn Saud nel tentativo di finalizzare una frontiera tra il nuovo regno e i suoi protettorati costieri, compreso l'Oman, che era governato da un sultano indipendente sotto la forte influenza britannica. La conferenza tuttavia si rivelò infruttuosa e la questione rimase irrisolta. Nel 1955, in seguito al tentativo dell'Arabia Saudita di affermare il proprio controllo sull'oasi di Buraimi al confine tra l'Oman e gli Emirati Arabi, la Gran Bretagna dichiarò che avrebbe utilizzato unilateralmente da quel momento una versione leggermente modificata della "linea di Riyadh" del 1935.
Dopo i colloqui tenuti nel 1989, il 21 marzo 1990 venne firmato un trattato di confine tra il re Fahd del sultano Qaboos dell'Oman e l'Arabia Saudita ad Hafr al-Batin,che fu poi ratificato nel maggio 1991. Questo accordo ha finalizzato il confine alla linea Riyadh modificata del 1955. Seguì poi la demarcazione sul terreno, con l'assistenza della compagnia tedesca di fotografia aerea Hansa Luftbild, completata nel 1995.

## Valichi di frontiera
Il primo valico di frontiera ufficiale, a Ramlat Khaliya, nella parte più settentrionale del confine, è stato aperto nel 2006.